# Annette Huber-Klawitter
Annette Huber-Klawitter nascuda com Huber és una matemàtica alemanya nascuda l'any 1967 a Frankfurt del Main. Està interessada en la geometria aritmètica i en la teoria de nombres i treballa a la Universitat de Friburg de Brisgòvia.

## Biografia
Quan encara anava a l'institut, Annette Huber-Klawitter va assolir tres anys seguits, l'any 1984, el 1985 i el 1986, el concurs de Matemàtics Bundeswettbewerb Mathematik. Va començar a estudiar, a partir del 1986, matemàtiques a la Universitat de Frankfurt, la Universitat de Cambridge i a partir de 1990, a la Universitat de Münster, on va obtenir l'any 1994 el seu doctorat "summa cum laude", amb una tesi titulada Realisierung von gemischten Motiven und ihre Kohomologie, sota la direcció de Christopher Deninger. L'any 1999, hi va obtenir la seva habilitació L'any 1995/96 va treballar a la Universitat de Califòrnia a Berkeley. L'any 2000, va treballar com a professora a la Universitat de Leipzig. Des del 2008, és professora a la Universitat de Friburg de Brisgòvia.
Està interessada sobretot en la geometria aritmètica, i en particular en les conjectures de Bloch-Kato.

## Premis i distincions
L'any 1996, va rebre el Premi de la Societat Matemàtica Europea i, l'any 1995, el Premi Heinz Maier-Leibnitz. L'any 2002, és ponent convidada al Congrés Internacional dels Matemàtics a Pequín amb una conferència titulada Equivariant Bloch-Kato conjecture and non-abelian Iwasawa Main Conjecture, juntament amb Guido Kings.
Des de 2008, és membre de la Leopoldina i des de 2012 membre de la Societat Americana de Matemàtiques.
És membre del comitè de redacció del diari Internacional Journal of Number Theory.

## Publicacions
- Mixta Motives and their realization a derived categories, Lectura notes in Mathematics 1604, 1995
- amb J. Wildeshaus: Classical motivic polylogarithm according to Beilinson and Deligne. Doc Math. 3 (1998), 27-133
- amb G. Kings: Degeneration of l-adic Eisenstein classes and of the elliptic polylog. Invent Math. 135 (1999), no. 3, 545-594
- Was wir über Gleichungen vom Grad 3 (nicht) wissen: Elliptische Kurven und die Vermutung von Birch und Swinnerton-Dyer, Katrin Wendland, Annette Werner (Editor), Facettenreiche Mathematik. Einblicke in die modern mathematische Forschung für alle, die mehr von Mathematik verstehen wollen, Vieweg/Teubner 2011, pp. 215-236